# Jeumpa (Pidie)
Jeumpa is een bestuurslaag in het regentschap Pidie van de provincie Atjeh, Indonesië. Jeumpa telt 651 inwoners (volkstelling 2010).